# オン・スルー・ザ・ナイト
『オン・スルー・ザ・ナイト』（On Through the Night）は、イギリスのハードロック・バンド、デフ・レパードが1980年に発表した初のスタジオ・アルバム。 

## 背景
バンドは1978年11月、フランク・ヌーンをドラマーとして迎えた編成で自主制作のEP「The Def Leppard EP」を録音し、同月にリック・アレンが加入した。なお、本作収録曲のうち「ロックス・オフ」と「ハード・ロック・ヒーロー宣言」は、前述の自主制作EPで発表された曲の再録音である。そして、1979年にはニック・タウバーのプロデュースによるメジャー・デビュー・シングル「ウェイステッド」をリリースした。
本作のプロデューサー候補には、チャス・チャンドラーやロイ・ウッドの名前も挙がったが、最終的にはジューダス・プリースト等の作品を手がけてきたトム・アロムが起用された。ただし、「ロック・ブリゲード」はタウバーがプロデュースしたヴァージョン（当時は未発表で、後にボックス・セット『アーリー・イヤーズ79-81』で発表された）も存在する。なお、アロムは本作のプロデュースに先がけて、バンドがAC/DCのオープニングアクトを務めた際のステージを観ており、「彼らは魅惑的で若々しく、活気に満ち、演奏は手堅かったから、彼らの良い演奏を引き出すのは簡単だった」と振り返っている。
「ハロー・アメリカ」は、アメリカのテレビドラマ（ジョー・エリオットによれば『刑事コジャック』または『刑事スタスキー&ハッチ』）に映っていたロサンゼルスのヤシの街路樹にインスパイアされて作られたという。「ブリティッシュ神話の果てに」の冒頭のスポークン・ワードは、ライヴやデモ・レコーディングではエリオットが担当していたが、本作ではゲストのデイヴ・カズンズ（ストローブス）が担当しており、カズンズは名優ローレンス・オリヴィエを意識して録音に臨んだという。
なお、次作『ハイ&ドライ』（1981年）には、本作と同名の曲「オン・スルー・ザ・ナイト」が収録されているが、これは本作制作時のアウトテイクではなく純粋な新曲で、エリオットは後年「1枚のアルバムに2つの表題曲があるようなものだよ」とコメントしている。

## 反響・評価
母国イギリスでは、デビュー・シングル「ウェイステッド」が全英シングルチャートで61位に達し、続く「ハロー・アメリカ」は45位に達した。そして、本作は全英アルバムチャートで15位を記録し、合計8週トップ100入りした。
アメリカでは1980年、総合アルバム・チャートのBillboard 200で51位に達し、その後も売り上げを伸ばして、1989年5月にはRIAAによりプラチナ・ディスクの認定を受けた。
スティーヴ・ヒューイはオールミュージックにおいて5点満点中3.5点を付け「彼らの後の作品と比べると、緻密な音作りもポップ色の強いソングライティングもないが、間違いなく彼らの作品の中でも特にヘヴィで、バンドのファンの一部は、こうしたサウンドを好んでいる」と評している。

## 収録曲
| #   | タイトル                                                           | 作詞・作曲                                                                     | 時間 |
| --- | ------------------------------------------------------------------ | ------------------------------------------------------------------------------ | ---- |
| 1.  | 「ロック・ブリゲード - Rock Brigade」                              | スティーヴ・クラーク、ジョー・エリオット、リック・サヴェージ                   | 3:09 |
| 2.  | 「ハロー・アメリカ - Hello America」                               | スティーヴ・クラーク、ジョー・エリオット、リック・サヴェージ                   | 3:28 |
| 3.  | 「ソロウ・ウーマン - Sorrow Is a Woman」                           | スティーヴ・クラーク、ジョー・エリオット、リック・サヴェージ、ピート・ウィリス | 3:55 |
| 4.  | 「誘惑の叫び - It Could Be You」                                   | ジョー・エリオット、ピート・ウィリス                                           | 2:33 |
| 5.  | 「サテライトで突走れ - Satellite」                                 | スティーヴ・クラーク、ジョー・エリオット、リック・サヴェージ、ピート・ウィリス | 4:28 |
| 6.  | 「ブリティッシュ神話の果てに - When the Walls Came Tumbling Down」 | スティーヴ・クラーク、ジョー・エリオット、アンドリュー・スミス                 | 4:45 |
| 7.  | 「ウェイステッド - Wasted」                                        | スティーヴ・クラーク、ジョー・エリオット                                       | 3:45 |
| 8.  | 「ロックス・オフ - Rocks Off」                                     | スティーヴ・クラーク、ジョー・エリオット、リック・サヴェージ、ピート・ウィリス | 3:44 |
| 9.  | 「ドント・マター - It Don't Matter」                               | スティーヴ・クラーク、ジョー・エリオット、ピート・ウィリス                     | 3:21 |
| 10. | 「アンサー・トゥ・ザ・マスター - Answer to the Master」            | スティーヴ・クラーク、ジョー・エリオット、リック・サヴェージ、ピート・ウィリス | 3:13 |
| 11. | 「ハード・ロック・ヒーロー宣言 - Overture」                        | スティーヴ・クラーク、ジョー・エリオット、リック・サヴェージ、ピート・ウィリス | 7:45 |

## 参加ミュージシャン
- ジョー・エリオット - ボーカル、バッキング・ボーカル
- スティーヴ・クラーク - ギター、バッキング・ボーカル
- ピート・ウィリス - ギター、バッキング・ボーカル
- リック・サヴェージ - ベース、バッキング・ボーカル
- リック・アレン - ドラムス、バッキング・ボーカル

アディショナル・ミュージシャン
- クリス・M・ヒューズ - シンセサイザー(on #2)
- デイヴ・カズンズ - ボイス(on #6)